# Kanal 7
Kanal 7 је турска телевизијска станица са седиштем у Истанбулу. Промовише исламизам у бројним земљама у којима муслимани чине већину, али и бројним другим.